# Streptocephalus proboscideus
Streptocephalus proboscideus är en kräftdjursart som först beskrevs av Georg von Frauenfeld 1873.  Streptocephalus proboscideus ingår i släktet Streptocephalus och familjen Streptocephalidae. Inga underarter finns listade i Catalogue of Life.